# 阿勒马伊
阿勒马伊（?—?），全名阿布勒·法图赫·阿布都·卡费尔·本·侯赛因·阿勒马伊，喀喇汗国学者。
阿勒马伊生活在11世纪的喀什噶尔（今新疆维吾尔自治区喀什市），他的著作有《喀什噶尔史》《晒赫词典》，现在已经失传。在14世纪杰马勒·卡尔希所写的《苏拉赫词典补编》里保存了《喀什噶尔史》的一些片段，是研究喀喇汗国早期历史的资料。